# Anzjus öar

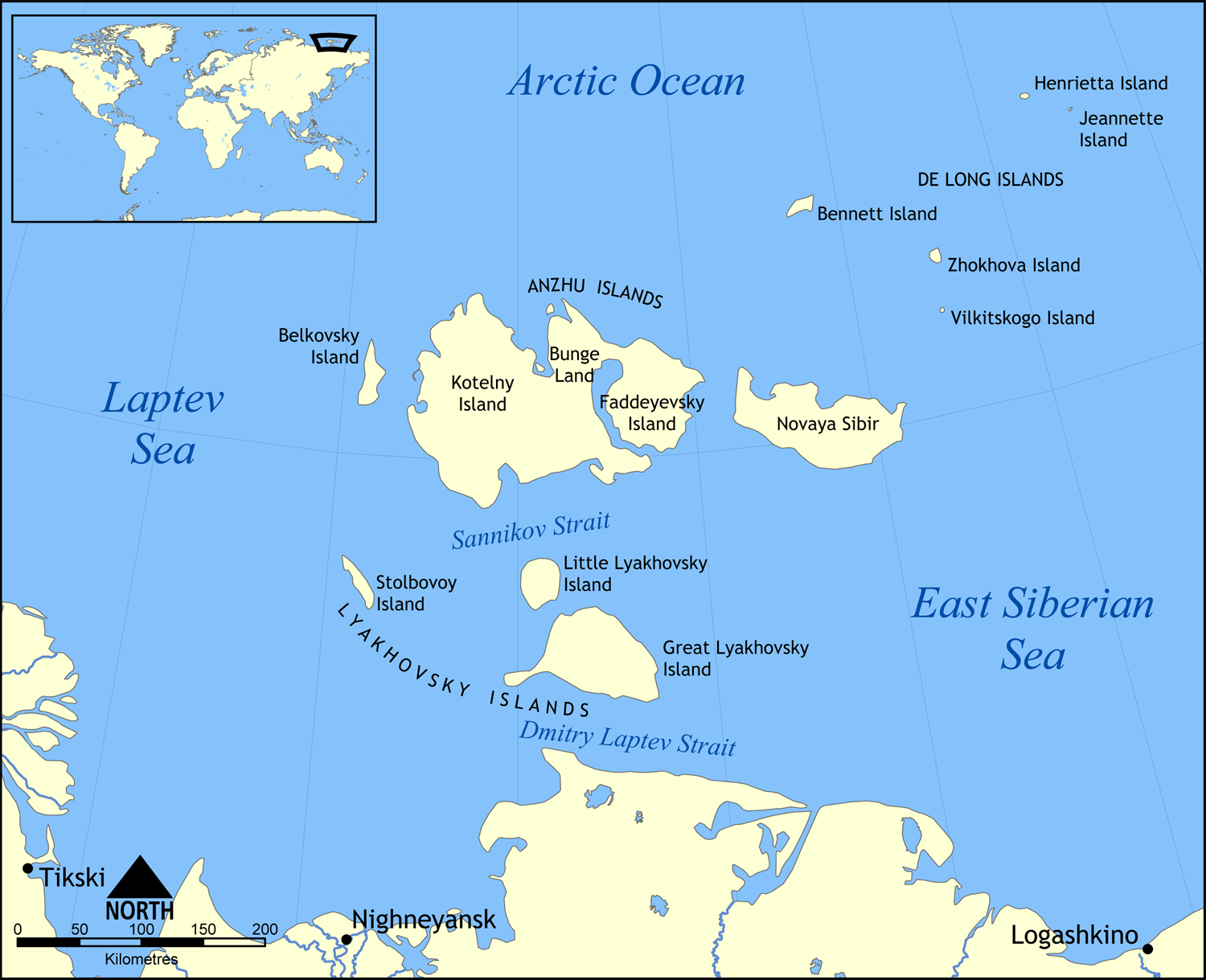
Områdeskarta

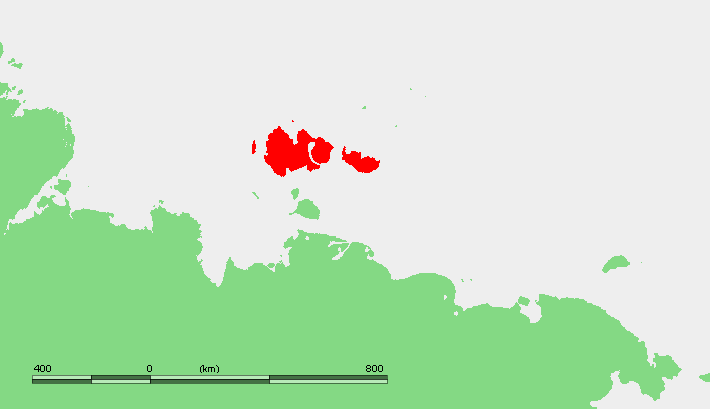
Lägeskarta

Anzjus öar (ryska: Oстрова Анжу, Ostrova Anzju, även Anjouöarna) är en ögrupp bland Nysibiriska öarna i Norra ishavet och tillhör Ryssland.

## Historia
Kring 1773 upptäcktes Kotelnijön och Faddejevskijön av ryske köpmannen Ivan Ljachov under dennes upptäcktsresa i området. 1805 utforskades området av ryske Jakov Sannikov som åren 1808-1810 ånyo utforskade området med Mathias Hedenström. Anzjus öar namngavs efter ryske sjöofficeren Pjotr Anzju (Peter Anjou) som under en forskningsexpedition åren 1820 till 1823 genom den östra delen av sibiriska ishavskusten under Ferdinand von Wrangel gjorde den första kartan över öarna. Åren 1885 till 1886 och 1893 samt 1900-1902 genomförde balttyske upptäcktsresande Eduard Toll och Alexander Bunge  i rysk tjänst en forskningsresa till området då man bland annat upptäckte stora förekomster av fossilt elfenben, mammutskelett och annan megafauna.

## Geografi
Anzjuöarna ligger ca 4.500 km nordöst om Moskva utanför Sibiriens nordöstra kust mellan Laptevhavet i väst och Östsibiriska havet i öst och utgör den mellersta ögruppen i området. Huvudöns geografiska koordinater är 75°24′57″N 138°54′59″Ö / 75.41583°N 138.91639°Ö. De obebodda öarna är av vulkaniskt ursprung och har en areal om cirka 29 900 km². Den högsta höjden är berget Malakatyn-Tas cirka 374 m ö.h. och ligger på Kotelnyjön.
Ögruppen består av de fyra större öarna
- Kotelnyjön, huvudön, ca 11 665 km²
- Faddejevskijön, ca 5 300 km²
- Belkovskijön, ca 500 km²
- Novaja Sibir-ön, ca 6 200 km²

samt
- Bungeland, en ca 6 200 km² sandbank som förbinder Kotelnyjön och Faddejevskijön. Den sammanlagda arealen på 23 165 km² gör trippelön till den tredje största ön bland Rysslands arktiska öar efter tvillingön Novaja Zemlja.[2]

- Några småöar kring huvudön, däribland Zjeleznjakovön (Ostrov Zjeleznjakova), Matarön (Ostrov Matar) och längst i norr Nanosnyjön (Ostrov Nanosnyj).

Förvaltningsmässigt ingår ögruppen i den ryska delrepubliken Sacha.